# Ingemar Nyström
Ingemar Nyström, född 1956 i Stockholm, är en svensk målare grafiker och tecknare som arbetar i olja, akvarell och blyerts. 
Huvudtema för hans konstnärskap är fåglar, med kråkfåglar som specialitet. Motiv med träd, natur och djur samt kvinnoporträtt förekommer också.

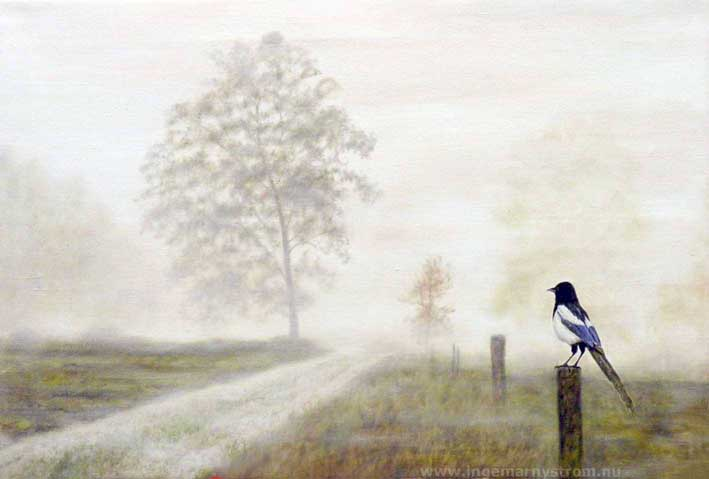
En representativ landskapsbild med fågel. Olja på duk.

Nyström bor sedan ungdomen i Södertälje. Han debuterade som serietecknare 1979 i kvalitetsserietidningen Svenska Serier med humorserien "Pelle Pil". Han blandade i många år serietecknande, illustrationsuppdrag och konst. Nyström har illustrerat mer än 40 böcker. Numera räknar han sig dock som konstnär på heltid.
Ingemar Nyström har studerat vid Berghs Reklam/marknadsskola 1976-1977, studerade koppargrafik 1978-1980 och akvarellkurs för Lars A Persson 2004.
Nyström har haft över sextio samlings- och separatutställningar. Bland andra i Södertälje konsthall, Röhsska museet Göteborg, Arbetets museum, Norrköping, Edsvik konsthall, Liljeforsateljén. I september 2008 medverkade han på samlingsutställningen Birds in Art på Leigh Yawkey Woodson Art Museum i Wasau, Wisconsin, USA. Utställningen visades även i Kalifornien, Tennessee och Vermont 2009.
Han finns representerad hos Södertälje Kommun, University of Arizona, California State University, European Cartoon Center, Belgien samt i privata samlingar i Sverige, Italien, Spanien, Sydafrika, Tanzania, USA, Australien och Island.

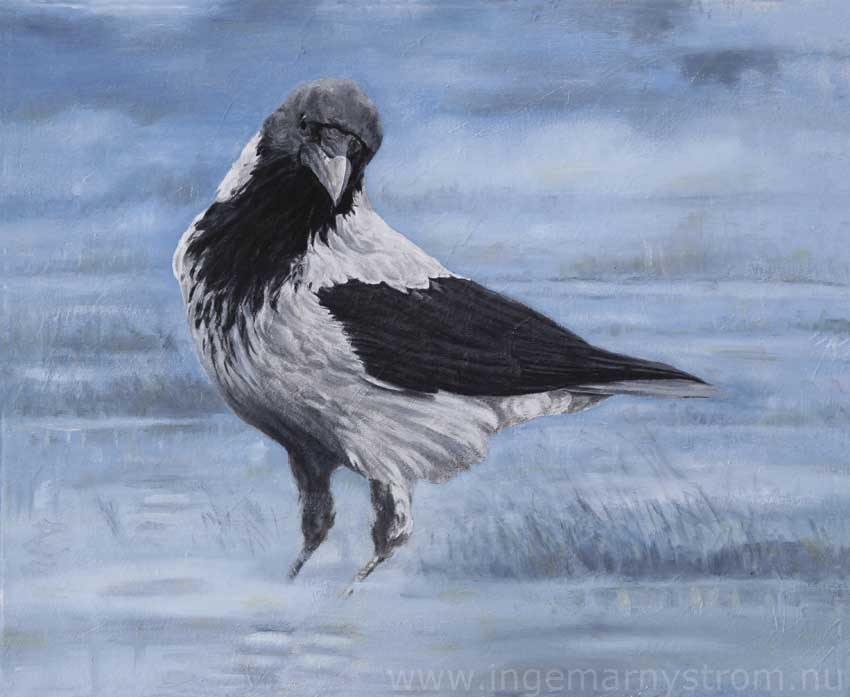
En vaksam fågel i olja.

Ingemar Nyström är medlem av Nordic Wildlife Art och även Södertälje Konstnärskrets.

## Externa länkar

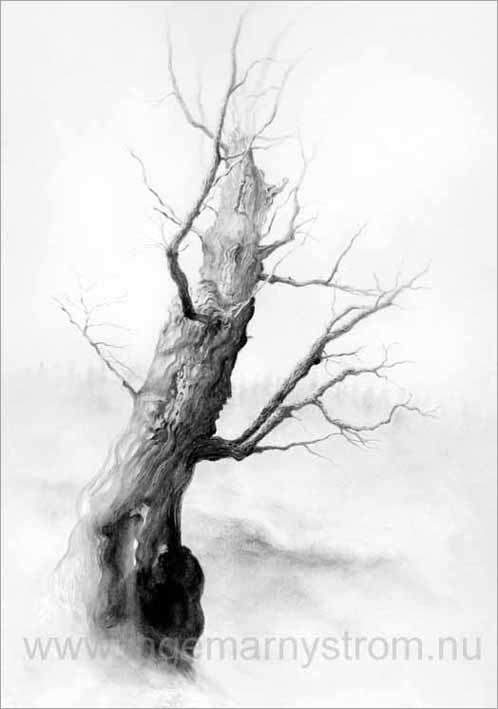
Ett nästan levande träd gjort i blyerts, kol med lavering.